# Vela Traba
Pour les articles homonymes, voir Vela.
Vela Traba (en italien : Traba Grande) est une localité de Croatie située en Istrie, dans la municipalité de Pazin, dans le comitat d'Istrie. En 2001, la localité comptait 215 habitants.

## Démographie
| 1948 | 1953 | 1961 | 1971 | 1981 | 1991 | 2001 |
| ---- | ---- | ---- | ---- | ---- | ---- | ---- |
| 290  | 283  | 267  | 255  | 217  | 205  | 215  |